# Kochaj i tańcz
Kochaj i tańcz – polska komedia romantyczna, film taneczny z 2009 roku w reżyserii Bruce'a Parramore. W głównych rolach wystąpili Izabella Miko i Mateusz Damięcki. Zdjęcia powstały od 7 maja do 4 lipca 2008.

## Obsada
- Izabella Miko − jako Hania
- Mateusz Damięcki − jako Wojtek
- Katarzyna Figura − jako Basia, mama Hani
- Jacek Koman − jako Jan Kettler, ojciec Hani
- Krzysztof Globisz − jako Krzysztof, ojciec Wojtka
- Wojciech Mecwaldowski − jako Sławek
- Katarzyna Herman − jako Monika
- Rafał Królikowski − jako Remigiusz, naczelny redaktor magazynu „Colette”
- Paweł Tomaszewski − jako Marcin
- Wojciech Solarz − jako Kuba
- Jakub Wesołowski − jako Platon
- Mariusz Słupiński − jako Tomek
- Dominika Kluźniak − jako Kasia
- Anna Bosak − jako Sylwia
- Ewa Szabatin − jako Viwka
- Barbara Kurzaj − jako Joanna
- Marcin Korcz − jako asystent
- Sylwia Najah − jako dziennikarka
- Maciej Kozłowski − jako kierowca taksówki
- Roma Gąsiorowska − jako asystentka Remigiusza
- Aleksander Mikołajczak − jako ksiądz

oraz tancerze z programów You Can Dance - Po prostu tańcz i Taniec z gwiazdami, m.in. Marcin Olszewski, Żora Korolyov, Janja Lesar, Blanka Winiarska, Maria Foryś, Rafał Kamiński, Krzysztof Hulboj.